# Montastraea franksi
Montastraea franksi är en korallart som först beskrevs av Gregory 1895.  Montastraea franksi ingår i släktet Montastraea och familjen Faviidae. IUCN kategoriserar arten globalt som sårbar. Inga underarter finns listade i Catalogue of Life.